# Eduard Shevardnadze
Eduard Amvrósievich Shevardnadze (em georgiano: ედუარდ ამბროსის ძე შევარდნაძე, em russo: Эдуард Амвросьевич Шеварднадзе; Mamati, 25 de janeiro de 1928 — Tbilisi, 7 de julho de 2014) foi um político georgiano, nascido na antiga República Socialista Federativa Soviética Transcaucasiana. Exerceu as funções de ministro de Assuntos Exteriores da União Soviética, sob a presidência de Mikhail Gorbachev, de 1985 a 1990.
Desempenhou um papel importante no fim da Guerra Fria e, após a dissolução da União Soviética, foi presidente da Geórgia entre 12 de setembro de 1992 e 23 de novembro de 2003, quando renunciou ao cargo devido à crescente pressão popular, conhecida como Revolução Rosa.

## Biografia
Considerado um dos pais intelectuais da Perestroika, atuou como chanceler no governo de Gorbachev, quando esteve à frente do degelo nas relações com o Ocidente antes da queda do Muro de Berlim e da dissolução da União Soviética. Ajudou na supervisão da retirada das forças armadas soviéticas do Afeganistão em 1989 e foi também determinante para a Reunificação da Alemanha.
Antes do fim da União Soviética, surpreendeu Gorbachov ao pedir demissão do cargo de ministro do Exterior soviético em 1990 e regressou à Geórgia, sua terra natal, para tentar salvar o novo país, agora independente, de uma guerra civil. Em 1995, foi eleito presidente da república e levou certa estabilidade ao país.
Acabou deposto em 2003, na "Revolução Rosa", depois que o Parlamento da Geórgia foi invadido por manifestantes.
Morreu em 7 de julho de 2014, aos 86 anos.

## Livros
- Als der Eiserne Vorhang zerriss - Begegnungen und Erinnerungen. Metzler, Peter W., Duisburg 2007, [Aktualisierte, neu konzipierte und ergänzte Ausgabe von Pikri Tsarsulsa da Momawalze - Memuarebi] Die deutsche Ausgabe ist Grundlage für alle Übersetzungen und Ausgaben außerhalb der georgischen Sprache. ISBN 978-3-936283-10-5
- Когда рухнул железный занавес. Встречи и воспоминания.Эдуард Шеварднадзе, экс-президент Грузии, бывший министр Иностранных дел СССР. Предисловие Александра Бессмертных. Übersetzung aus der deutschen in die russische Sprache. Russische Lizenzausgabe von "Als der Eiserne Vorhang zerriss"; Grundlage der russischen Ausgabe ist die deutsche Ausgabe. М.: Издательство "Европа", 2009, 428 с. ISBN 978-5-9739-0188-2
- Kui raudne eesriie rebenes. Übersetzung aus der deutschen in die estnische Sprache. Estnische Lizenzausgabe von "Als der Eiserne Vorhang zerriss"; Grundlage der estnischen Ausgabe ist die deutsche Ausgabe. Olion, Tallinn, 2009. ISBN 978-9985-66-606-7